# Понурівка
Понурівка (рос. Понуровка) — село Стародубського району Брянської області, Російська Федерація. Адміністративний центр Понуровського сільського поселення.
Населення становить 550 осіб (за переписом 2010).

## Історія
Уперше згадувалося 1669 року як розкольницька слобода, з 1680-х років володіння полковника С. І. Самойловича, з 1687 року – гетьмана Мазепи, з 1693 року – Миклашевських. Миклашевські наприкінці XVIII – на початку XIX століть побудували садибу (нині майже повністю зруйнована).
За даними на 1859 рік ,у власницькому містечку Панурівка (Понорівка, Понурівка) Стародубського повіту Чернігівської губернії мешкало 1484 особи (721 чоловічої статі та 763 — жіночої), налічувалось 123 дворових господарства, існувала православна церква, поштова станція й суконна фабрика.
Станом на 1886 рік у колишньому державному й власницькому містечку Понуровської волості мешкало 1830 осіб, налічувалось 312 дворових господарств, існували 2 православні церкви, школа, поштова станція, постоялий двір, 2 постоялих будинки, 2 лавки, водяний і вітряний млини.
За даними на 1893 рік, у містечку мешкало 2294 особи (1123 чоловічої статі та 1171 — жіночої), налічувалось 362 дворових господарства.
За переписом 1897 року кількість мешканців зменшилась до 1852 осіб (820 чоловічої статі та 1032 — жіночої), з яких 1659 — православної віри.